# Shake Ya Tailfeather
Singles par Nelly
Pimp Juice
(2003) Iz U
(2003)
Singles par P. Diddy
Let's Get Ill
(2003) Show Me Your Soul
(2004)
Shake Ya Tailfeather est une chanson de Nelly, P. Diddy et Murphy Lee, issue de la bande originale du film Bad Boys 2. Ce titre a rencontré un grand succès surtout aux États-Unis puisqu'il est resté en tête du Billboard Hot 100 pendant 4 semaines. Cela a permis aux trois artistes de recevoir le prix de la Meilleure performance Rap pour un duo ou un groupe lors des Grammy Awards de 2004.
Le clip vidéo, qui voit apparaître des models telles que Esther Baxter, Vida Guerra ou encore Hiromi Oshima (ancienne Playmate chez Playboy), a été nommé lors de la cérémonie des MTV Video Music Awards 2004 mais a perdu face au clip Hey Ya! de OutKast.

## Classement hebdomadaire
| Classement (2003)                       | Meilleure position |
| --------------------------------------- | ------------------ |
| Allemagne (Media Control AG)            | 26                 |
| Australie (ARIA)                        | 3                  |
| Autriche (Ö3 Austria Top 40)            | 29                 |
| Belgique (Flandre Ultratop 50 Singles)  | 22                 |
| Belgique (Wallonie Ultratop 50 Singles) | 37                 |
| Danemark (Tracklisten)                  | 9                  |
| Irlande (IRMA)                          | 13                 |
| Italie (FIMI)                           | 19                 |
| Norvège (VG-lista)                      | 7                  |
| Nouvelle-Zélande (RMNZ)                 | 3                  |
| Pays-Bas (Single Top 100)               | 21                 |
| Royaume-Uni (UK Singles Chart)          | 10                 |
| Suède (Sverigetopplistan)               | 17                 |
| Suisse (Schweizer Hitparade)            | 10                 |